# Distretto di Pa Daet
Il distretto di Pa Daet (in thailandese: ป่าแดด) è un distretto (amphoe) della Thailandia, situato nella provincia di Chiang Rai.